# Alloporus multiannulatus
Alloporus multiannulatus är en mångfotingart som först beskrevs av Carl 1909.  Alloporus multiannulatus ingår i släktet Alloporus och familjen Spirostreptidae. Utöver nominatformen finns också underarten A. m. regularis.